# Skill Mega (album)
Skill Mega – drugi album studyjny brytyjskiego zespołu hip-hopowego Skill Mega. Wydawnictwo ukazało się w październiku 2012 roku nakładem wytwórni muzycznej Flash Fry Records.

## Lista utworów
Opracowano na podstawie materiału źródłowego. 
1. "I Am" (produkcja: O.S.T.R., rap: Reps, Witchdoctor Wise, Dan Fresh, scratche: Rod Dixon)
2. "Tony Heart" (produkcja: O.S.T.R., rap: Reps, Dan Fresh, scratche: Rod Dixon, gościnnie: Mr J, Rupert)
3. "Best Western" (produkcja: O.S.T.R., rap: Reps, Dan Fresh, scratche: Rod Dixon, śpiew: Andie Page)
4. "Yes" (produkcja: O.S.T.R., rap: Reps, Dan Fresh, scratche: Rod Dixon, śpiew: Andie Page)
5. "Everything Changes" (produkcja: O.S.T.R., rap: Reps, Dan Fresh, scratche: Rod Dixon)
6. "Done" (produkcja: O.S.T.R., rap: Reps, Dan Fresh, scratche: Rod Dixon)
7. "Lights" (produkcja: O.S.T.R., rap: Reps, Witchdoctor Wise, Dan Fresh, scratche: Rod Dixon)
8. "Take Me In Your Arms" (produkcja: O.S.T.R., rap:  O.S.T.R., Reps, Dan Fresh, scratche: Rod Dixon, śpiew: Andie Page, gościnnie: Afront, Mr J)
9. "The Pinch" (produkcja: O.S.T.R., rap: Reps, Dan Fresh, scratche: Rod Dixon)
10. "Family" (produkcja: O.S.T.R., rap: Reps, Dan Fresh, scratche: Rod Dixon, gościnnie: Mr J)
11. "Till I Die" (produkcja: O.S.T.R., rap: Reps, Dan Fresh, scratche: Rod Dixon)
12. "See Ya Then" (produkcja: O.S.T.R., rap: Reps, Dan Fresh, scratche: Rod Dixon)